# Национально-освободительная война в Ливии (1923—1932)

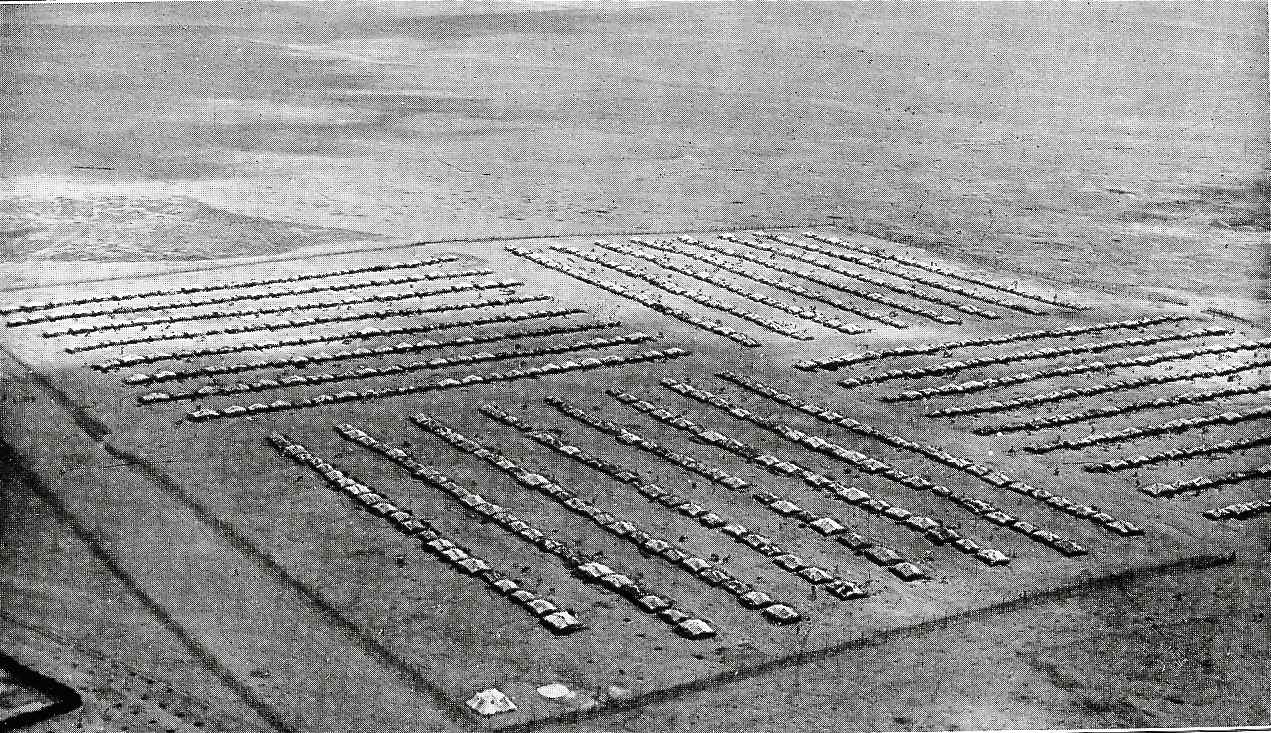
Концентрационный лагерь в Эль-Абьяре — один из 15 лагерей, устроенных фашистами в Ливии в 1930—1933 годах

Национально-освободительная война в Ливии (также Вторая итальянско-ливийская война, итальянское завоевание Ливии) — колониальная война, которую правительство фашистской Италии вело в 1923—1932 годах против партизанского движения в частично отколовшихся от неё, а частично ещё не завоёванных к тому времени североафриканских колониях Триполитания, Киренаика и Феццан.
Колонизация этих территорий была начата итальянцами в 1911 году (во время Итало-турецкой войны), при этом к началу 1914 года большая их часть формально оказалась захвачена; вместе с тем во время Первой мировой войны (в особенности с 1917 года) многие районы оказались вне фактического контроля Италии. Хотя оккупация Триполитании в основном завершилась ещё к 1923—1924 годам, мятежные племена на юге Феццана итальянцы смогли подчинить лишь к 1930 году, используя бомбардировщики и отравляющий газ. В Киренаике, где сопротивление исламских моджахедов под командованием Омара Мухтара и затем Юсуфа Борахиля аль-Мсмара продолжалось до 1932 года, колониальная война по факту переросла в геноцид: только в период с 1930 по 1933 год от четверти до трети местного населения погибло в ходе массовых депортаций и в концентрационных лагерях. Лагеря были ликвидированы лишь в октябре 1933 года, хотя об «умиротворении» всей Ливии было официально объявлено ещё 24 января 1932 года.
С 1932 года все территории, составляющие современную Ливию, впервые с начала колонизации оказались целиком под итальянским контролем, а в 1934 году они были объединены в колонию под названием Итальянская Ливия.
В общей сложности жертвами партизанской войны против итальянцев стали около 100 тысяч ливийцев, что соответствовало примерно 1/8 от общей численности тогдашнего населения страны.

## Предыстория

Итальянская Ливия.
Зелёным цветом выделена территория, уступленная Италии Османской империей в 1912 году и колонизированная к 1914 году, чёрным — прибрежные города, которые по факту контролировались Италией в 1915 году.
Болотным цветом выделены территории, переданные Францией от Алжира и Французской Западной Африки в 1919 году, салатным — переданные Великобританией от Египта в 1926 году, бордовым — переданные Францией от Французской Экваториальной Африки в 1935 году, красным — переданные Великобританией от Англо-Египетского Судана в 1934 году («Саррский треугольник»).
Белым цветом выделены территории, формально переданные Великобританией от Египта в 1926 году, но фактически не контролировавшиеся Италией до 1931 года

Первой колонией Италии в Африке стала в 1882 году часть Эритреи. Начав с покупок у местных вождей небольших территорий, Италия при правительстве Франческо Криспи развязала колониальную войну против эритрейских племён и Абиссинии. Несмотря на некоторые успехи, в 1896 году итальянские войска были разбиты армией абиссинского императора Менелика II в битве при Адуа, что положило конец кампании. Это поражение привело к увеличению интереса итальянских властей к Триполитании и Киренаике — последним владениям Османской империи (Турции) в Африке (Феццан ей практически не контролировался).
28 сентября 1911 года Италия потребовала от Османской империи права на беспрепятственную оккупацию Ливии. Султан Мехмед V отверг этот ультиматум. На следующий день Италия объявила Турции войну и начала военное вторжение в Ливию, а 30 сентября итальянские войска приступили к бомбардировке форта Триполи; война закончилась в 1912 году фактическим признанием победы Италии, тем не менее формально султан лишь подписал фирман, предоставлявший Триполитании и Киренаике автономию, и постановил вывести оттуда турецкие войска. В ходе первого этапа итальянской колонизации Триполитания была завоёвана к 1913 году, а фактически не контролировавшийся турками Феццан — к началу 1914 года (когда в январе был занят тогдашний религиозный центр региона город Марзук). Однако уже в октябре 1914 года в Феццане началось антиитальянское восстание, вскоре распространившееся и на Триполитанию. Местным отрядам и восставшим в Киренаике под руководством ордена сенуситов удалось нанести итальянцам несколько чувствительных поражений, вследствие которых те были вынуждены отступить к средиземноморскому побережью. Вторая фаза итальянской колонизации началась в 1915 году (незадолго до вступления страны в Первую мировую войну) и продолжалась до 1922 года.
К лету 1915 года под итальянские владения в Ливии фактически ограничивались портовыми городами Триполи, Дерна, Хомс и Бенгази. Эта ситуация, бывшая унизительной для итальянских колониальных амбиций, сохранялась к моменту вступления страны в Первую мировую войну на стороне Антанты. Ослабленная боевыми действиями на европейском фронте и продолжающимися боями с отрядами ливийского сопротивления, Италия с конца того же 1915 года была вынуждена идти на определённые уступки арабским и берберским племенам. В 1917 году она предоставила Триполитании права самоуправления, вслед за чем в 1918 году последовало провозглашение Триполитанской республики вождями местных племён. В 1919 году последним удалось заключить с колониальными властями мирный договор, согласно которому Триполитании предоставлялись право провести выборы в парламент, свобода печати и предоставление итальянского гражданства мусульманскому населению. В 1920 году итальянские власти признали Мухаммада Идриса ас-Сануси, главу ордена сенуситов, первый договор об автономии с которым был заключён ещё в 1917 году, наследственным эмиром Киренаики.
Однако в 1923 году начался третий этап колонизации. После прихода к власти в 1922 году Бенито Муссолини, десятью годами ранее, ещё будучи молодым социалистом, организовавшего всеобщую забастовку против Итало-турецкой войны, «военная победа в Ливии» стала главной задачей режима, существовавшая на тот момент политика автономии и самоуправления в отношении ливийских территорий фашистами категорически отвергалась. Формально «умиротворение Ливии» обозначалось как необходимость для дальнейшего «развития» двух североафриканских территорий (Триполитании и Киренаики). Кроме того, владение колониями рассматривалось фашистами как необходимое и законное, поскольку столь перенаселённая страна, к тому же не обладающая собственными природными ресурсами, как Италия, с их точки зрения, имела «естественное право» искать способы «компенсации» этих условий за пределами своих границ. По замыслу фашистов, в Северной Африке вокруг залива Сидра должна была возникнуть процветающая колония со множеством поселений наподобие существовавшей здесь провинции во времена Римской империи с городами Сабрата, Оа, Лептис Магна и Кирена.
Муссолини желал, чтобы итальянцы стали настоящими хозяевами в их колониях, а затем консолидировать территории, дабы затем начать с них дальнейшие наступательные действия. В частности, планы Муссолини включали наступление из Северной Африки через Сахару на Камерун и атлантическое побережье, а оттуда — в район Африканского Рога на востоке континента, вследствие чего вся северная половина Африки в конечном счёте стала бы частью его империи. Вместе с тем Италия была слишком отсталой в военном и экономическом отношении и слишком зависимой от международных сырьевых и финансовых рынков, чтобы вступать в открытое противостояние с ведущими западными державами. Поэтому планы нового правительства первоначально были направлены на умиротворение собственных колоний в Северной (Триполитания, Киренаика и Феццан) и Восточной (Эритрея и Итальянское Сомали) Африке. Немецкий историк Ханс Воллер писал об этом: «Таким образом, умиротворение колоний не может рассматриваться только как акт внутренней политики: оно стало прелюдией к планам масштабных завоеваний, в реализации которых Муссолини считал возможным прибегать к радикальным методам».

## Боевые действия

### Повторное завоевание Триполитании и Феццана
После захвата власти в Италии фашистами в Ливии началась жестокая колониальная война не только против партизанского движения, но и против всего населения. Под лозунгом «La Riconquista Fascista della Libia» («фашистская реконкиста Ливии») было развёрнуто широкое наступление по нескольким фронтам, с тем чтобы полностью оккупировать все части страны — Триполитанию, Феццан и Киренаику — и полностью подчинить всё их население. Изначально фашисты сосредоточились на завоевании и «умиротворении» исключительно Триполитании, где располагалось 4/5 плодородной почвы всей Ливии. Массированное наступление в Триполитании началось 29 января 1923 года, и уже 5 февраля итальянцами был захвачен город Тархуна. За этим последовало продвижение войск к Злитену и Мисурате, которые были заняты 26 февраля 1923 года.
С установлением контроля над горным массивом Джабал-Нафуса и Мисуратой в феврале 1923 года было завершено завоевание так называемых «полезных Триполитаний»; одновременно итальянцы испытывали трудности в расширении военных действий в направлении восточной и южной Триполитании. С другой стороны, конфликты между местными племенными вождями ослабили сопротивление и привели в конечном итоге к полной оккупации Триполитании в 1923—1924 годах. Южный регион Феццан стал убежищем для большинства племён, стремившихся продолжать сопротивление, присоединившихся там к феццанскому племени авлад сулейман в партизанской войне против итальянских войск. Они сражались с итальянскими захватчиками, действуя в небольших группах, при этом принципиально избегали открытых боёв и ограничивались лишь непродолжительными стычками и столкновениями. Под покровом ночи повстанцы часто предпринимали вылазки и совершали нападения на конвои и форпосты.
По своей сути фашистская завоевательная политика была направлена на передел пригодной для ведения сельского хозяйства земли и уничтожение традиционной исламской племенной структуры ливийского общества. В числе прочего эта политика предполагала изгнание из плодородных прибрежных районов коренных жителей, вынуждая этим мигрировать в засушливую местность тех, кто не хотел за нищенское жалованье поступать на колониальную службу и работать на возведении зданий и прокладывании дорог. При губернаторе Джузеппе Вольпи началась волна экспроприации земли, разрушившая традиционную экономическую и социальную систему Триполитании. В 1923 году губернатор издал указ о конфискации всех земель, принадлежащих так называемым «мятежникам» или людям, которые поддерживали сопротивление. Как правило, наделы передавались не мелким фермерам-колонистам, а аграрным обществам, латифундистам или видным фашистским деятелям. Только сам губернатор Волпи получил два миллиона гектаров земли за свои «заслуги» и, таким образом, стал крупнейшим землевладельцем в Северной Африке, прежде чем стать членом правительства Муссолини летом 1925 года, заняв в нём должность нового министра финансов. Швейцарский историк Арам Маттиоли характеризует эту часть итальянской колониальной политики как «гигантский земельный захват», поскольку с 1923 года десятки тысяч гектаров плодородных земель сменили своих владельцев.
В 1925 году Вольпи на посту генерал-губернатора Триполитании сменил Эмилио Де Боно. При нём, отмеченном множеством наград генерале Первой мировой войны и одном из руководителей так называемого Похода на Рим, была усилена политика угнетения местного населения, а также начато военное продвижение на юг. Итальянцы ответили на партизанскую тактику моджахедов жестокой контрпартизанской войной с многочисленными чистками, разоружениями, арестами и казнями. Итальянцы превосходили «божественных воинов» как численно, так и технологически; их отряды, находившиеся под командованием закалённых в боях итальянских офицеров, на три четверти состояли из эритрейских аскари, известных своей особой жестокостью.
Италия, как и другие колониальные державы, использовала современные (на тот момент) методы ведения войны: для координации боевых действий использовались радио и телефоны, а непосредственно на поле боя всё чаще применялись мобильные легковооружённые отряды и авиация, которым пехота и кавалерия моджахедов не могла противопоставить ничего. Для Королевских военно-воздушных сил Италии (Regia Aeronautica), лишь с 1923 года существовавших как самостоятельный род войск наряду с армией и флотом, развёртывавшаяся в Северной Африке колониальная кампания была первым боевым крещением; помимо разведывательных и снабженческих операций, авиация использовалась для собственно боевых действий: не только отряды, но и лагеря племён бомбились или обстреливались ею. Бравшие небольшую высоту самолёты не щадили даже отступавшие обозы со скотом, пытавшиеся добраться до Египта или Алжира.
Как и испанцы в своих марокканских владениях во время Рифской войны, итальянцы в Ливии использовали — хотя и эпизодически — отравляющий газ. Главным сторонником такого рода военных действий был губернатор Эмилио Де Боно, близко наблюдавший смертельные результаты применения отравляющих газов во время Первой мировой войны. Впервые газ был применён итальянцами против повстанцев 6 января 1928 года в Гифе, а 4, 12 и 19 февраля 1928 года против мятежного племени могарбы применялся иприт.
31 июля 1930 года итальянские ВВС бомбили оазис Тазербо, одновременно применяя против «повстанцев» горчичный газ: в частности, самолёты сбросили на оазис 24 бомбы с ипритом, каждая из которых весила 21 кг. Этими воздушными ударами Муссолини и его генералы нарушали подписанный Италией в 1925 году протокол к Женевской конвенции о запрете применения в военных действиях удушающих, ядовитых или подобных газов. Упорно сопротивлявшимся племенам авлад сулейман, варфалла, каддафа, авлад буссаф и машашия удавалось отражать итальянские попытки наступления на Феццан как раз до 1930 года, после чего они вынуждены были отступить перед авиацией и отравляющими газами.

### Кампания в Киренаике

#### Партизанская война сенуситов

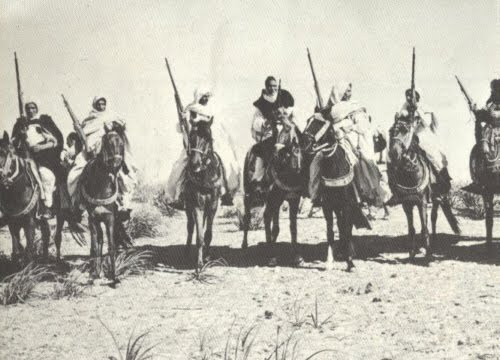
Ливийские моджахеды из отрядов Омара Мухтара

В отличие от Триполитании, где традиционное соперничество и старые конфликты между племенами препятствовали формированию единого фронта сопротивления, моджахеды в Киренаике действовали сплочённо. Здесь сопротивление было полностью подчинено ордену сенуситов, основанному в 1833 году в Мекке, которое выступало за возрождение ислама и освобождение арабских стран от какого-либо европейского влияния. После бегства его лидера Мухаммада Идриса ас-Сануси в Египет в 1922 году орден сенуситов в Ливии действовал под руководством шейха Омара Мухтара.
В 1923 году итальянские фашисты отказались от всех договоров с сенуситами и начали военную операцию с целью завоевания Адждабии, столицы их автономного государства. В 1924 году Омар Мухтар основал объединённый военный совет и многочисленные полевые лагеря отдельных племён, называемые адварами. Каждое племя предоставляло определённое количество бойцов, оружия и пищи. В случае несения потерь племена обещали возмещать их.
Орден сенуситов содержал широкую сеть завий (ханак), в связи с чем занимал прочные позиции в обществе Киренаики. Завьи служили приютами и местами для собраний, которые служили как отправлению религиозных ритуалов, так и важным общественным делам. Таким образом, в дополнение к мечетям и школам по изучению Корана, эти центры исламской культуры часто включали больницы, магазины и гостиницы для путешественников. Кроме того, часто располагаясь на путях следования караванов, они также играли важную роль в торговле и обменах. Под командованием Омара Мухтара находилась от 2000 до 3000 пустынных воинов, которые существенно уступали по численности, мобильности и военной силе колониальным силам. Не вступая в крупные сражения с колониальной армией, эти воины, организованные в небольшие племенные боевые группы, неоднократно наносили противнику чувствительные удары, а затем отступали к своим укрытиям под покровом темноты. За годы существования сопротивления произошли сотни битв и вылазок. Уступая итальянцам численно и технически, моджахеды компенсировали это партизанской тактикой, знанием родной местности и прочной поддержкой общества. Киренаикские бедуины отвергали любую форму колониального управления, поскольку она коренным образом угрожала их традиционному пастушеско-кочевому укладу жизни.
К концу 1927 года итальянские владения в Киренаике по факту ещё ограничивались пределами побережья. В апреле 1926 года Муссолини, однако, посетил триполитанский город Триполи, где объявил о начале реализации новой фашистской политики в Средиземноморье и в Африке. В 1927 и 1928 годах фашистская Италия предприняла крупные военные кампании: вместе с тем завоевание и захват оазиса аль-Джагубуба, в котором располагалось важное звено сети сенуситов, не стало ключевой победой. Арабы вовремя покинули это место, и сеть их сопротивления тем самым осталась цельной.
18 декабря 1928 года маршал Пьетро Бадольо был назначен Муссолини первым генерал-губернатором Триполитании и Киренаики, тогда как Эмилио Де Боно стал новым министром колоний. В отличие от Де Боно, Бадольо не являлся ветераном-фашистом, а был верен королевской семье, придерживавшейся национал-консерватизма; тем не менее именно в период его правления военные действия в Ливии переросли в геноцид. Первоначально Бадольо — противник репрессивной политики прошедших лет — настаивал на тактике мягкого умиротворения.
В прокламации, опубликованной 9 февраля 1929 года, Бадольо обещал полное помилование всем, кто подчинится следующим трем условиям: сдача оружия; уважение к итальянским законам; прекращение контактов с моджахедами. В июне 1929 года между итальянскими властями и мятежниками было подписано двухмесячное перемирие. Однако эта политика умиротворения оставалась чисто формальной и была направлена на то, чтобы перенести ответственность за дальнейшие страдания населения на повстанцев. После того как переговоры между двумя сторонами не привели к разоружению населения и распаду адваров до августа, они были прерваны итальянцами.
Поскольку к 1930 году Бадольо по-прежнему не подавил партизанское движение в Киренаике, Муссолини по предложению колониального министра Де Боно назначал генерала Родольфо Грациани новым вице-губернатором Киренаики; 27 марта 1930 года тот переехал во дворец губернатора в Бенгази. Печально известный своей фашистской принципиальностью Грациани в годы партизанской войны в Ливии заслужил прозвище «палача арабов».
В рамках диктаторской политики Муссолини Де Боно и Бадольо выступали инициаторами и стратегами идеи геноцида во время войны, в то время как генералу Грациани отводилась роль исполнителя. Министры колоний и генерал-губернатор пришли к выводу, что «повстанцы» не могут быть окончательно подчинены использовавшимися до сих пор контрпартизанскими методами. Де Боно полагал, что в ходе продолжающегося «умиротворения» проблемного региона дальнейшая эскалация насилия неизбежна. В частности, он приказал строго следить за рынками и закрыть границу с Египтом, а также поощрял дальнейшие бомбардировки бомбами с ядовитым газом, а равно и создание концентрационных лагерей.

#### Массовые депортации, концентрационные лагеря и геноцид

Итальянские концентрационные лагеря в Ливии в 1930—1933 годах

С 1930 года Бадольо и Грациани сфокусировали своё внимание на социальной основе партизанского движения, сделав некомбатантов основными жертвами войны. Первой мерой было закрытие завий и экспроприация их зданий и земель. Сотни домов и 70 тысяч гектаров лучших сельскохозяйственных земель перешли в руки других владельцев. Знатоки Корана, работающие в завиях, были арестованы и депортированы несколько недель спустя на тюремный остров Устика. Колониальными войсками было зарезано много десятков тысяч овец, коз, крупного рогатого скота, лошадей и верблюдов, что уничтожило средства к существованию многих людей. В это же время начался массовый исход населения в соседние страны.
Итальянские фашисты ещё с начала колонизации разделяли ливийское население на «повстанцев» и «капитулянтов», то есть тех, кто не участвовал в вооружённой борьбе и, по мнению колониальной администрации, «сдался», — тем самым стремясь подорвать единство народа и действовать против оставшихся вооружённых групп более эффективно. После неудачи военного наступления на движение сопротивления итальянцы изменили свою тактику: теперь капитулянты считались опасными, поскольку обеспечивали условия для существования системы адваров и формировали социальную базу движения сопротивления, поддерживая её материально и морально.

Карта возведённых в Ливии по приказу Грациани пограничных укреплений (т. н. «фашистский лимес»

20 июня 1930 года Бадольо в письме к Грациани указал на необходимость территориального размежевания мятежников и покорённого населения, а после личной встречи с ним приказал 25 июня 1930 года фактически провести высылку населения Джабала-аль-Ахдара. В частности, приказ подразумевал принудительное переселение 100 тысяч человек и их интернирование в концентрационные лагеря. Число приговорённых к депортации составляло около половины всего тогдашнего населения Киренаики, — подобная мера имела в колониальной истории Африки лишь несколько аналогов и по своим последствиям оставила в тени даже жестокие контрпартизанские методы Грациани. В начале июля 1930 года началась депортация населения Джабала аль-Ахдара — операция, длившаяся несколько недель: представители племён интернировались в пунктах сбора, прежде чем колонны депортированных должны были быть отправлены пешком в концентрационные лагеря.
Охраняемые эритрейскими аскари мужчины, женщины, дети и старики вместе со своим имуществом и домашним скотом были вынуждены совершать принудительные переходы, иногда на расстояние сотен километров. Экспроприированная в очередной раз земля перешла в руки колонизаторов. Те, кого оккупанты находили после принудительной высылки населения Джабала-аль-Ахдара, приговаривались к немедленной казни. Под палящим летним солнцем десятая часть депортированных — около 10 тысяч человек — не пережила тягот переходов. Те, кто падал на землю и не мог продолжать идти, немедленно расстреливались конвоирами.
Местом депортации были определены внутренние районы вдоль восточного побережья Сидры, где в течение нескольких месяцев оккупантами были созданы 15 концентрационных лагерей, в которых между 1930 и 1933 годами в палатках находились до 90 тысяч интернированных узников. Заключённые концентрационных лагерей каждый день подвергались насилию, страдали от голода и эпидемий, а также жары и крайней гетерономии[неизвестный термин]. Здоровые мужчины и юноши были вынуждены заниматься принудительным трудом: строить дороги, здания и колодцы. Изнасилование женщин было столь же обычным явлением, как и публичные казни после неудачных попыток побегов.
Длительные переходы и условия жизни в концентрационных лагерях привели к гораздо большим жертвам среди ливийского населения, чем боевые действия между итальянскими войсками и вооружёнными бойцами сопротивления. Число жертв среди гражданского населения неизвестно. Историки согласны с тем, что в итальянских концентрационных лагерях от перестрелок, казней, болезней и голода погибло по меньшей мере 40 тысяч человек, а максимальное число жертв оценивается в 80 тысяч жертв. Таким образом, за период трёх лет принудительной депортации и лишения свободы в концентрационных лагерях погибло от четверти до трети от общей численности населения Киренаики. Концентрационные лагеря были распущены только в октябре 1933 года.

#### Поражение движения сопротивления
Фашистам удалось почти полностью лишить борцов за свободу социальной и экономической поддержки, интернировав население в концентрационных лагерях. Таким образом, сопротивление лишилось своей социальной базы, оружия, деньги и продовольствия, а система адваров разрушилась, — это создало для итальянских войск условия для подавления сопротивления. Генерал Грациани инициировал самое крупное военное наступление в кампании — против оазиса Куфра, оставшегося центром снабжения повстанцев и бывшего, по сути, последним городом, находившимся под контролем движения сопротивления. В ходе наступления итальянская армия использовала современное оружие и многочисленные самолеты, бомбившие жителей оазиса. В начале 1931 года оазис Куфра был занят итальянскими войсками.
Чтобы окончательно подавить сопротивление, вице-губернатор Грациани приказал установить заграждение с колючей проволокой длиной от 270 до 300 км и шириной 4 м с укреплёнными контрольно-пропускными пунктами вдоль границы с Египтом: эта мера была вызвана тем, что с конца 1920-х годов движение сопротивления начало осуществлять контрабанду необходимого ему оружия и продовольствия из Египта в Ливию. Генерал Грациани издал также приказ о закрытии ливийско-египетской границы. На строительстве гигантских укреплений на границе с апреля по сентябрь 1931 года были заняты две с половиной тысячи местных жителей. В итоге новые пограничные укрепления, круглосуточно патрулировавшиеся самолётами и моторизованными группами, простирались от Бардии на Средиземном море до Ливийской пустыни; такое укрепление границы ранее не было известно в Африке. Фашистские укрепления сделали невозможной трансграничную торговлю и предотвратили проникновение в Ливию вооружённых отрядов извне, а также отрезали повстанцев от поставок боеприпасов и оружия и блокировали им пути отступления. В итоге эти меры уничтожили возможность успешного продолжения сопротивления.
Постепенная геноцидная тактика Бадольо принесла свои плоды: сопротивление получило удар, от которого оно не смогло восстановиться. Решающее же поражение было нанесено ему в сентябре 1931 года. Во время битвы конь Омара Мухтара споткнулся и сбросил с себя более чем семидесятилетнего партизанского лидера. Итальянскому отряду удалось захватить пострадавшего. Старик был закован в цепи и на борту эскадренного миноносца «Орсини» доставлен в Бенгази. Там скорый военно-полевой суд приговорил его к публичной смертной казни через повешение, причём приговор был вынесен до начала судебного процесса, а генерал-губернатор Бадольо потребовал от судей вынести смертный приговор за «государственную измену». 16 сентября 1931 года Омар Мухтар был публично казнён в концентрационном лагере Солух как «бандит» на глазах 20 тысяч заключённых. От этого удара партизаны, и так к тому времени сильно ослабленные, оправиться уже не смогли. Потеряв своего харизматического лидера, сопротивление, которое возглавил Юсуф Борахиль аль-Мсмар, в значительной степени прекратилось спустя фактически несколько недель. 24 января 1932 года генерал-губернатор Бадольо доложил в Рим, что заморская территория была полностью оккупирована и «умиротворена» впервые за более чем 20 лет.

## Последствия

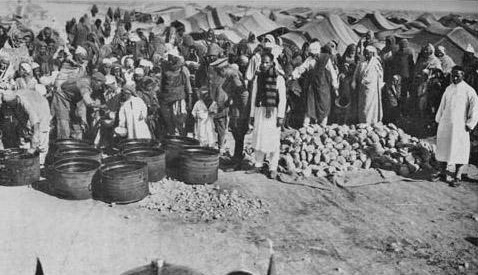
Выдача продовольствия узникам лагеря в Аль-Магруне

В целом «умиротворение Ливии» привело к гибели порядка 100 тысяч местных жителей в период между 1923 и 1933 годами, при этом общая численность населения страны тогда составляла около 800 тысяч человек. Стад крупного рогатого скота, составлявших экономическую основу существования полукочевого населения, в ходе колониального завоевания стало меньше: если в 1910 году, до итальянской оккупации, насчитывалось 411 800 голов крупного рогатого скота, то в 1933 году — всего 139 000. Массовое сокращение населения в Северной Африке было конечной целью процесса фашистской колонизации, ибо позволяло получить новое «жизненное пространство» (Spazio vitale) для жителей перенаселённой метрополии. К 1939 году в Ливии обосновалось около 100 тысяч итальянских переселенцев, что почти равнялось количеству жертв среди коренного населения, погибших в ходе установления фашистского колониального режима. План переселения предусматривал переезд к середине XX века в общей сложности 500 тысяч итальянцев в «terra promessa» («землю обетованную»). Фашисты считали, что Ливия имеет для них ту же роль, что и Алжир для Франции, а ливийские владения должны стать «частью Италии в Северной Африке» и оставаться таковыми в последующие столетия. В 1939 году Рим объявил Ливию неотъемлемой частью территорий Италии и итальянской нации.
Поскольку обрабатываемые земли играли центральную роль в колонизации, их захват был выведен колониальной администрацией на первый план. Экспроприация земель привела к серьёзному разрушению социально-экономической системы Ливии, существовавшей на протяжении веков, поскольку вынудила покоренное население переселяться в бесплодные районы. Лишившиеся наделов племена были переселены в труднодоступные или непригодные для сельского хозяйства части страны. В результате появилось также множество работников, которые либо батрачили на итальянских поселенцев за нищенское жалованье, за еду, либо были задействованы колониальной администрацией на строительстве зданий, прокладывании дорог и улучшении почвы. Для проводившихся быстрыми темпами крупномасштабных строительных работ в условиях массовой иммиграции в конце 1930-х годов ливийская рабочая сила, около 23 тысяч строителей в 1938 году, была значительной по численности. В других областях инфраструктуры, таких как строительство примерно 310 км железной дороги или портов в Триполи, Бенгази, Дерне и Тобруке, также использовалось коренное население. Таким образом, произошли социально-экономические изменения, а именно — формирование ливийского рабочего класса, хотя и на зачаточном уровне. Однако развитие инфраструктуры и сельского хозяйства приносили реальную пользу только итальянским переселенцам.
Идейная основа колониализма переселенцев характеризовалась расизмом, проявлявшейся в итальянской системе, сходной с апартеидом. Ливийское население на практике подвергалось изоляции и дискриминации. В июне 1938 года фашистские «учёные» разработали программу расовой политики, в которой брачные связи между итальянцами и любыми африканцами описывались как разрушительные для «итальянской расы». С принятием закона от 9 января 1939 года, которым устанавливался «запрет расового смешения», эта норма была юридически закреплена в колониях. Политика расовой сегрегации в равной степени применялась к сельским районам и городам: с этой целью были приняты многочисленные законы, запрещающие ливийскому населению заходить в итальянские кафе, пользоваться такси с итальянскими водителями и так далее. Итальянские колонизаторы использовали расизм для оправдания своего правления, чтобы гарантировать привилегии переселенцев и тем самым укрепить «демографическую колонизацию» на своём «четвёртом побережье». Дальнейшему развитию инфраструктуры на ливийских территориях способствовало правление Итало Бальбо, ставшего губернатором объединённой колонии Итальянская Ливия в 1934 году.